# 内重のぼる
内重 のぼる（うちのえ のぼる、6月30日生）は、元宝塚歌劇団月組主演スター（男役）。兵庫県西宮市出身。本名・浦辺 幸子（うらべ さちこ）。
宝塚歌劇団時代の公称身長は163cm。宝塚歌劇団時代の愛称は、サチ、サッちゃん（本名の幸子から）。宝塚歌劇団41期生。

## 来歴・人物
1953年、宝塚音楽学校入学。
1954年、宝塚音楽学校を卒業し、宝塚歌劇団に入団。星組公演『春の踊り』で初舞台。宝塚入団時の成績は51人中3位。初舞台後、星組に配属され、後に月組に異動となる。
1967年5月、宝塚歌劇団退団。最終出演公演の演目は月組公演『霧深きエルベのほとり』
那智わたる・藤里美保とともにマル（那智）・サチ・オソノ（藤里）とたたえられた男役スター。代表作は、『霧深きエルベのほとり』ほか。
退団後、『スカーレット』で一度だけ「神宮寺さくら」の芸名で舞台に立ったことがある。現在は、浦辺日佐夫（ジャズダンス振付師）夫人。
2014年4月、宝塚歌劇団創立100周年を記念して設立された「宝塚歌劇の殿堂」最初の100人のひとりとして殿堂入り。

## 宝塚歌劇団時代の主な舞台
- 『春の踊り』（星組）（1954年4月1日〜4月29日、宝塚大劇場）＊初舞台
- 『第六の地球』（雪組）（1958年3月1日〜3月24日、宝塚大劇場）
- 『日本美女絵巻』（星組）（1959年1月1日〜1月30日、宝塚大劇場）
- 『鹿鳴館事件』『オープン・ザ・ウインドウ』（星組）（1960年12月3日〜12月27日、宝塚大劇場）
- 『清姫』『三銃士』（月組）（1961年9月2日〜9月29日、宝塚大劇場）
- 『宝塚百花譜(ハナクラベ)』『華麗なる千拍子』（全組合同）（1961年12月1日〜12月25日、梅田コマスタジアム）
- 『踊珠曼茶羅』『レ・ガールス－魅せられし女性論－』（月組）（1962年3月1日〜3月22日、宝塚大劇場）
- 『僕は君』（月組）（1962年5月1日〜5月31日、宝塚大劇場）
- 『花のみちのく』『皇太子の勲章』（月組）（1962年11月1日〜11月28日、宝塚大劇場）
- 『トランペット・オルフェ』『不死鳥のつばさ燃ゆとも』（月組）（1963年3月1日〜3月24日、宝塚大劇場）
- 『霧深きエルベのほとり』- カール 役（月組）（1963年5月1日〜6月2日、宝塚大劇場）
- 『九月の宵の幻想曲(ファンタジア)』『一人ぼっちのハネムーン』（月組）（1963年9月3日〜9月29日、宝塚大劇場）
- 『虹のオルゴール工場』『レビューへの招待』（月・星合同）（1963年11月2日 - 11月25日、東京宝塚劇場）
- 『舞拍子』『レビューへの招待』（専科・月・星合同）（1964年1月1日〜1月29日、宝塚大劇場）
- 『黒潮』『南の哀愁』（月組）（1964年3月3日〜3月25日、宝塚大劇場）
- 『レビュー・オブ・レビューズ』（星・月合同）（1964年6月2日〜6月28日、宝塚大劇場）
- 『ユンタ』『日本の旋律』（月組）（1964年8月4日〜8月31日、宝塚大劇場）
- 『花響楽』『ボン・ビアン・パリ』（月組）（1965年1月1日〜1月25日、宝塚大劇場）
- 『スペードの女王』（月組）（1965年5月1日〜5月31日、宝塚大劇場）
- 『伊豆の頼朝』『ゴールデン・シャドウ』（雪組）（1965年9月2日〜9月30日、宝塚大劇場）
- 『レインボー・タカラヅカ』（月組）（1965年10月2日〜10月28日、宝塚大劇場）
- 『佐渡の昼顔』『世界への招待』（合同）（1965年11月3日〜11月26日、東京宝塚劇場）
- 『日本の四季』『ファンタジア』（月組）（1966年3月25日〜4月26日、宝塚大劇場）
- 『恋天狗』『永遠のスーザン』（月組）（1966年9月2日〜9月29日、宝塚大劇場）
- 『うかれ殿様』『タイム・イン・タイム』（月組）（1966年12月3日〜12月26日、宝塚大劇場）
- 『霧深きエルベのほとり』- カール 役（月組）（1967年1月28日〜2月28日、宝塚大劇場）＊退団公演

## 宝塚歌劇団退団後の舞台
- ミュージカル『スカーレット』- スカーレット・オハラ 役（1970年、帝国劇場）＊神宮寺さくら名義
- ミュージカル『カール物語』（1980年、博品館劇場）
- 夢と現の世界 PART III 内重のぼる ショー・オン・ステージ（1982年、博品館劇場）
- ミュージカル『新・カール物語　-リオ・デ・ジャネイロの夜-』（1982年、博品館劇場）

## 主なテレビ出演

### ドラマ
- 青空三銃士（1961年2月11日〜1961年3月4日、フジテレビ）

## 作詞楽曲
- 瀬川瑛子
  - 「盛り場恋おんな」（1985年）

- ロイ・菅原
  - 「愛の海峡」「能取岬」（1987年）

## レコード
- リズムに賭けろ（1966年2月）